# Прихватовизначник

Прихватовизначник: 1- головка (верхній полюс електромагніта); 2- електромагніт; 3- корпус; 4- днище (нижній полюс електромагніта)

Прихватовизначник — пристрій для локалізації прихоплення бурильної колони. Конструктивно це електромагніт циліндричної форми, який дає змогу ставити мітки на сталевій бурильній колоні після подачі струму, а потім фіксувати їх на стрічці самописного пристрою в каротажній станції. На рисунку показано загальний вигляд прихватовизначника.
Робота прихватовизначника ґрунтується на властивості феромагнетиків розмагнічуватись з деформацією попередньо намагнічених ділянок.
Порядок роботи такий. Спочатку в передбачуваному місці прихвату, що охоплює верхню межу прихвату, фіксують магнітний стан колони (перший замір). Потім ставлять магнітні мітки (мітка — це намагнічена ділянка труби завдовжки 0,2 м). Фіксують ці мітки, які індукуються ділянками підвищеної магнітної індукції, що перевищує замки труб (другий замір).
Висота магнітних міток має бути в 2—5 разів вищою за відповідні аномалії від перешкод та в 2—3 рази вищою за аномалії від замків бурильних труб.
Стирання магнітних міток над зоною прихвату виконують, розходжуючи колону бурильних труб та прокручуючи її ротором у межах безпечних навантажень. Потім знаходять зону переходу, де магнітні мітки збереглися (третій замір). Цю зону і приймають за верхню межу прихвату. Часткове збереження магнітних міток свідчить про деяку податливість інструменту у верхній частині зони прихвату.

Технічні характеристики прихватовизначників.